# Поливанов, Александр Сергеевич
Алекса́ндр Серге́евич Полива́нов (род. 3 января 1986) — российский журналист и медиаменеджер, директор правозащитного проекта «ОВД-Инфо», бывший заместитель главного редактора интернет-издания Meduza.

## Биография
Учился в московском лицее № 1525 «Воробьёвы горы».
Закончил историко-филологический факультет РГГУ, там же в 2010 году стал кандидатом филологических наук, защитив под руководством Дмитрия Бака диссертацию по теме «Псевдодокументализм в русской неподцензурной прозе 1970—1980-х годов: Вен.В. Ерофеев, С.Д. Довлатов, Э.В. Лимонов».
Начал писать рассказы и эссе в студенческие годы, публиковался в студенческих альманахах и альманахе «Илья». В 2012 журнал «Медведь» Бориса Минаева опубликовал большую повесть Александра Поливанова — «Студенты», написанную в 2009—2010.
В 2005—2006 годах работал в интернет-издании Газета.Ru, специализировался на темах авиационного бизнеса.
В 2007 подписал "Письмо главному редактору «Российской газеты»", написанное писателем Львом Рубинштейном Владиславу Фронину в ответ на публикацию 16 октября 2007 «Письма президенту Российской Федерации В. В. Путину», подписанного Зурабом Церетели, Альбертом Чаркиным, Таиром Салаховым, Никитой Михалковым, с призывом к Путину остаться на третий срок.
С 2006 года работал редактором в интернет-издании Lenta.ru. В 2014 году после увольнения Галины Тимченко перешёл вслед за ней в новое издание Meduza, где занял должность заместителя главного редактора. С марта по ноябрь 2014 года был заместителем главного редактора сайта газеты «Ведомости» Vedomosti.ru.
В 2019 году ушел из издания Meduza. C 15 апреля 2019 по июль 2021 года работал медиадиректором в интернет-издании Sports.ru.
С июля 2019 года — ведущий подкаста «Деньги пришли» вместе с Ильей Красильщиком.
С июля 2021 по апрель 2022 года был первым главным редактором Альфа-банка.
С мая 2022 по июнь 2024 года являлся сооснователем (вместе с Ильёй Красильщиком) и главным редактором проекта «Служба поддержки», помогающего пострадавшим от российской военной агресии против Украины.
В июле 2024 года стал директором правозащитного проекта «ОВД-Инфо».
Женат, имеет ребёнка.